# Идаррета, Джон
Джон Галаррага Идаррета (род. 15 июня 1963) — испанский самбист и дзюдоист, чемпион Испании по дзюдо среди кадетов, призёр первенства мира по самбо среди юниоров, чемпион и призёр чемпионатов Испании по дзюдо, бронзовый призёр чемпионатов Европы по самбо 1986 и 1989 годов, серебряный (1982, 1987) и бронзовый (1983, 1985, 1989) призёр чемпионатов мира по самбо, серебряный призёр Кубка мира по самбо, победитель Всемирных игр 1985 года в Лондоне по самбо. По дзюдо выступал в лёгкой (до 71 кг) и полусредней (до 78 кг) весовых категориях. Работает тренером по дзюдо в Сан-Себастьяне (Испания).
Его брат Жулен Идаррета также занимался самбо и дзюдо, был призёром чемпионатов Испании по дзюдо, призёром чемпионатов Европы по самбо, призёром розыгрышей Кубка мира по самбо, победителем Всемирных игр 1985 года по самбо.

## Спортивные результаты
- Чемпионат Испании по дзюдо 1982 года — ;
- Чемпионат Испании по дзюдо 1983 года — ;
- Чемпионат Испании по дзюдо 1984 года — ;
- Чемпионат Испании по дзюдо 1985 года — ;
- Чемпионат Испании по дзюдо 1986 года — ;
- Чемпионат Испании по дзюдо 1987 года — ;
- Чемпионат Испании по дзюдо 1988 года — ;